# Anni 450 a.C.
Gli anni 450 a.C. sono il decennio che comprende gli anni dal 459 a.C. al 450 a.C. inclusi.

## Nati
- Artaserse II di Persia, re egizio († 358 a.C.)451 a.C.
- Callicratida, ammiraglio spartano († 406 a.C.)450 a.C.
- Alcibiade, militare e politico ateniese († 404 a.C.)
- Ninfodoro di Abdera, greco antico († 400 a.C.)
- Prassilla, poetessa greca antica

## Morti
- Plistarco, sovrano spartano457 a.C.
- Paniassi, poeta greco antico456 a.C.
- Eschilo, drammaturgo greco antico (n. 525 a.C.)454 a.C.
- Alessandro I di Macedonia, sovrano macedone antico453 a.C.
- Publio Curiazio Fisto Trigemino, politico romano
- Spurio Furio Medullino Fuso, politico e militare romano
- Sesto Quintilio Varo, politico romano450 a.C.
- Cimone, generale e politico ateniese (n. 510 a.C.)
- Lucio Siccio Dentato, politico e militare romano (n. 514 a.C.)
- Parmenide, filosofo greco antico